# Prabir Ghosh

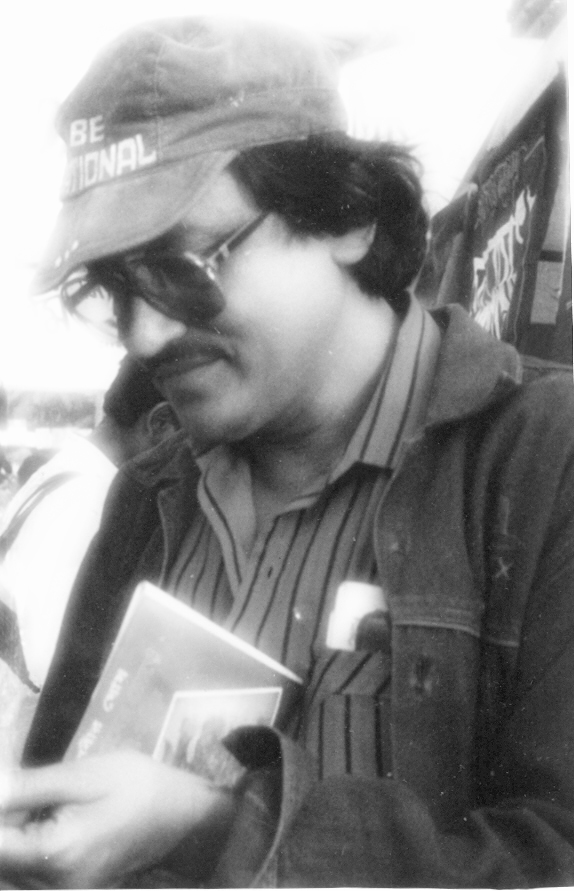
Prabir Ghosh

Prabir Ghosh (bengalisch প্রবীর ঘোষ Prabīr Ghoṣ; * 1. März 1945 in Faridpur; † 7. April 2023 in Kalkutta) war ein indischer Autor und Bürgerrechtler, der sich gegen Glaube und für die Wissenschaft einsetzte. Er war Chef der Science and Rationalists' Association of India (Bharatiya Bigyan O Yuktibadi Samiti) in Kolkata.

## Leben
Ghosh wuchs in einem religiösen Elternhaus in Kharagpur und Adra auf. Er setzte sich für den Rationalismus ein. So erreichte er durch eine Wette in Indien Bekanntheit. Darin bot er jenem 2 Mio. Indische Rupie, der für sich beansprucht, übernatürliche Fähigkeiten zu besitzen und dies auch beweisen kann.

## Werk (Auswahl)
- Aloukik noy Loukik (Nichts ist übernatürlich)
- Pinky O Aloukik Baba, Aloukik Rahasya Sandhane Pinky, Aloukik Rahasya Jaale Pinky